# Typ Puná
Von dem Kühlschiffstyp Puná wurden 1954 von der Deutschen Werft in Hamburg für die Reederei F. Laeisz  drei Schiffe abgeliefert. Es waren die ersten modernen Kühlschiffe dieses Unternehmens ohne herkömmliche „Fruchtalleen“. Namensgebend für das Typschiff war die Pazifikinsel Puná in Ecuador.
In den Jahren 1966/67 folgten vier vergleichbar große Bauten des Typs Pekari mit Neunzylinder-Motoren höherer Antriebsleistung (11.420 PS, 22,0 kn).

## Einzelheiten
Die 1960 gebaute Pentelikon war das letzte Laeisz-Fruchtschiff mit „horizontaler“ Belüftung und „Fruchtalleen“ zur Überwachung der Ladung. Von diesen Kontrollgängen überwachten die Ladungsoffiziere zweimal täglich bis zu 80 Temperaturmessstellen. Bei allmählicher Selbsterwärmung der reifenden Bananen war eine Temperatur von 11,6 Grad Celsius einzuhalten. Zur Abfuhr der entstehenden Gase wurden die Belüftungsklappen reguliert. Die Kontrolle erfolgte mit Windmessern, Wollfäden oder Rauchpatronen. Beim Typ Puná wurden erstmals voll zentralisierte, weitgehend automatisierte Überwachungszentralen eingesetzt. Die Belüftung erfolgte „vertikal“. Der Kühlladerauminhalt betrug 290.000 Kubikfuß (etwa 8200 Kubikmeter). Die Frachter hatten vier Luken und acht Ladebäume mit je drei bis fünf Tonnen.
Der Entwurf der drei gebauten Einheiten zeigte die elegante Yachtform der Laeiszkühlschiffe, die durch ihre weiße Farbgebung noch unterstrichen wurde. Der Vorsteven hatte eine geschwungene Form, das Kreuzerheck war schlank ausgezogen. Die Deckshäuser hatten eine abgerundete Stromlinienform, Masten und Schornstein hatten einen leichten Fall. Die überdurchschnittlich großen, aber herkömmlich geformten Schornsteine zeigten die „bananengelbe“ Farbe der Reederei. Bis zu zwölf Passagiere konnten sich auch an entsprechender Gestaltung der Innenräume erfreuen.

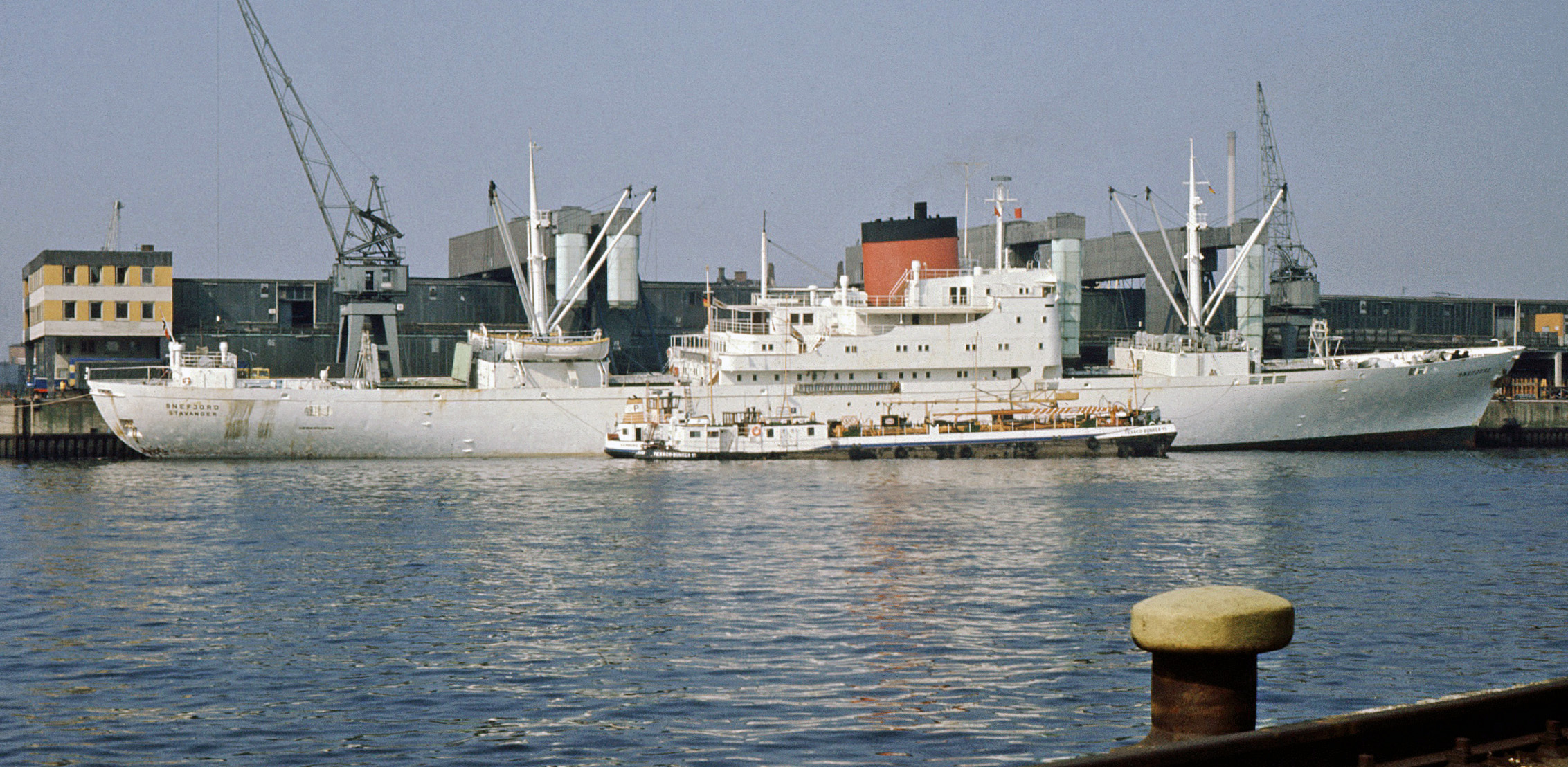
Puná als Snefjord 1973 am Hamburger Fruchtschuppen

Beim nachfolgenden Typ Pekari war der Entwurf auf eine höhere Geschwindigkeit ausgelegt. Entsprechend wurden die Rumpflinien überarbeitet. Die Aufstellung der Rettungsboote erfolgte nicht mehr auf dem hinteren Deckshaus der Ladebäume, sondern mittschiffs in den Aufbauten.
Die Schiffe des Typs Puná liefen am 25. November 1963, am 7. Januar und 24. März 1964 vom Stapel und wurden 1964 an eine jeweilige Partenreederei abgeliefert. Laeisz trat als Korrespondentreeder auf. Sie fuhren sechs bis sieben Jahre in der weltweiten Bananen-, Frucht- und Fleischfahrt unter deutscher Flagge und waren zwischenzeitlich in Zeitcharter amerikanischer und skandinavischer Firmen. Die Reederei verkaufte die drei Schiffe 1970 und 1971 nach Norwegen und Griechenland und charterte sie noch für mehrere Jahre zurück. Die Puná und die Pisang fuhren ab 1981 für eine saudi-arabische Reederei. In den Jahren 1984 und 1985 wurden die Schiffe zum Abbruch verkauft und in Taiwan und Pakistan abgewrackt.

## Veränderungen beim Bananentransport
Im Jahr 1964 wurde nicht nur die Art der Belüftung umgestellt, sondern auch die ganze Lieferkette änderte sich. Die Bananen wurden nicht mehr als Bündel versandt, sondern im Erzeugerland in „Hände“ (Doppelreihe Bananen) geteilt, gewaschen und in Kartons à ca. 18 Kilogramm verpackt. Diese waren bedeutend einfacher zu stauen als die empfindlichen Bündel. In den Jahren bis 1975 waren die Bananenfrachter im Dreiecksverkehr eingesetzt. Von Europa beförderten die Schiffe bis zu 420 Volkswagen an die Ostküste der Vereinigten Staaten, dort nahmen sie Papierrollen auf, die in Mittelamerika zu Bananenkartons verarbeitet wurden. Wegen der Großkreisnavigation bedeutete das Anlaufen von Häfen wie Charleston, South Carolina oder Jacksonville, Florida nahezu keinen Umweg. Volkswagen federte auf diese Weise Produktionsspitzen ab. Die Schiffe nahmen auch Kraftfahrzeuge für die Wallenius Lines auf.

## Die Schiffe
| Schiffe des Puná-Typs | Schiffe des Puná-Typs         | Schiffe des Puná-Typs | Schiffe des Puná-Typs | Schiffe des Puná-Typs | Schiffe des Puná-Typs                                                                           |
| Bauname               | Bauwerft / Baunummer          | IMO-Nummer            | Auftraggeber          | Indienststellung      | Spätere Namen und Verbleib                                                                      |
| --------------------- | ----------------------------- | --------------------- | --------------------- | --------------------- | ----------------------------------------------------------------------------------------------- |
| Puná                  | Deutsche Werft, Hamburg / 801 | 6405331               | F. Laeisz, Hamburg    | 5. März 1964          | 1971 Snefjord, 1979 Ice Merchant, 1981 Safina Riyadh; ab 20. Juli 1984 in Kaohsiung abgebrochen |
| Pongal                | Deutsche Werft, Hamburg / 802 | 6406438               | F. Laeisz, Hamburg    | 3. April 1964         | 1974 Syros; ab 20. Juli 1985 in Gadani abgebrochen                                              |
| Pisang                | Deutsche Werft, Hamburg / 803 | 6412188               | F. Laeisz, Hamburg    | 14. Juli 1964         | 1971 Frostjord, 1979 Ice Pilot, 1981 Safina Nadj; ab 23. Juli 1984 in Gadani abgebrochen        |

## Nachkriegs-Kühlschiffe von F. Laeisz
- Typ Proteus: Proteus, Perseus; in Dienst 1951–1966
- Pegasus; in Dienst 1951–1966?
- Typ Parthenon: Parthenon, Perikles, Piräus; in Dienst 1955–1965
- Portunus, Priamos; in Dienst 1955–1969
- Pentelikon; 1960–nach 1969
- Typ Puná: Puná, Pisang, Pongal; in Dienst 1964–1971
- Typ Pekari: Pekari, Persimmon, Pica, Pirol; in Dienst 1966–1979
- Parma, Padua; in Dienst 1967–1974
- Pomona, Pontos; in Dienst 1969–1983
- Pocahontas, Pocantico, Potomac; in Dienst 1979–1993

Nach 1980 wurden die Einheiten durch Kühlcontainerschiffe abgelöst.